# Озёрный голец-кристивомер
Озёрный голец-кристивомер, или американская озёрная палия (лат. Salvelinus namaycush), — вид пресноводных рыб семейства лососёвых, эндемик Северной Америки. Объект спортивного рыболовства, в прошлом — важная промысловая рыба.

## Систематика
Вид описан И. Ю. Вальбаумом как Salmo namaycush в 1792 году. Видовое название рыба получила на основе наименования на языке коренного населения региона (вероятнее всего, кри). После того как в зоологическую систематику был введён род Гольцы (Salvelinus), данный вид включили в его состав.
В 1878 году на основании наличия приподнятого гребня с зубами позади сошника был описан новый род лососёвых — Cristivomer, к которому авторы отнесли два вида — namaycush и siscowet. Уже в конце XIX века, однако, описания форм, промежуточных между Cristivomer namaycush и различными видами гольцов, вызвали сомнения в том, что отличия в строении достаточны для признания Cristivomer отдельным родом. К середине XX века сложилась система доказательств, в рамках которой отличия вида namaycush от прочих гольцов были признаны недостаточными для выделения его в отдельный род, и родовое название Cristivomer было признано синонимичным для Salvelinus. Таким образом, данный вид снова стал считаться частью рода гольцов.
Самки озёрного гольца-кристивомера гибридизируются с самцами американской палии. Полученное потомство, известное под английским названием splakes, ценится за быстрый рост и интродуцируется во многих водоёмах Северной Америки. В озере Верхнем выделяются три основных фенотипа этого гибрида.

## Внешний вид
Тело вытянутое, цилиндрическое, очертаниями напоминает форель. Средняя длина от 45 до 68 см, максимальная 150 см. Средняя масса тела 3 кг, максимальная зафиксированная масса 32,7 кг.
Голова крупная, расширяющаяся к задней части, с большим конечным ртом. Когда рот закрыт, рыло немного выдаётся над нижней челюстью. Хвостовой плавник с 19 лучами, глубоко вырезанный, боковая линия слегка загибается в передней части тела.
Озёрный голец-кристивомер отличается специфичной окраской — частыми белыми или желтоватыми пятнами на общем тёмном фоне. Спина и бока как правило тёмно-зелёные, варианты окраски включают светло-зелёную, серую и бурую, почти до чёрной. Пятна распространяются также на спинной, жировой и хвостовой плавники и на основание анального. Брюхо белое, грудные плавники иногда, особенно у северных популяций, рыже-красные, временами с белой каймой по переднему краю. В период нереста у самцов спина светлеет, по бокам появляется тёмная продольная полоса.
Помимо уникальной окраски и глубоко вырезанного хвостового плавника, озёрный голец-кристивомер отличается от европейских гольцов многочисленными пилорическими придатками.

## Образ жизни
Пресноводная рыба, в солоноватой воде встречается редко, на севере ареала водится как в глубоких, так и в мелких водоёмах, а на юге — только в сравнительно глубоких озёрах с температурой воды от 4 до 13 °C. Глубина обитания от 3 до 61 метра, в основном в диапазоне 18—53 м. Очень чувствительна к загрязнению среды обитания, в том числе инсектицидами.
Ведёт пелагический образ жизни, много передвигается. В рацион входят пресноводные губки, ракообразные, насекомые, более мелкие рыбы (в особенности сиги) и млекопитающие. Отдельные популяции могут всю жизнь питаться исключительно планктоном. Представители таких популяций растут медленнее и умирают раньше, чем их родичи, в рацион которых входит рыба, а также не достигают сопоставимых размеров.
Нерест происходит осенью, на юге ареала каждый год, в районе Большого Невольничьего озера и на Северо-Западных территориях Канады раз в два года, обычно в ночное время, пика достигает между 9 и 10 часами вечера. Самцы прибывают на нерестилище за несколько дней до самок, чтобы расчистить камни, на которые будет отложена икра (в отличие от родственных видов, озёрный голец-кристивомер не строит гнезда). В икрометании обычно участвует по несколько самцов на одну самку, отмечены случаи массового икрометания с участием до трёх самок и семи самцов. Икра созревает, в зависимости от температуры воды, от 15 до 21 недели, мальки вылупляются на свет между серединой февраля и концом марта, но в течение месяца после этого скрываются в трещинах между камнями, где была отложена икра, пока рассасываются желточные мешки. После этого, наполнив плавательный пузырь у поверхности, молодь уходит на большую глубину, где остаётся 2—3 года, возможно, скрываясь от обитающих ближе к поверхности взрослых сородичей, среди которых распространён каннибализм.

## Распространение
Ареал охватывает регионы Северной Америки между 38° и 71° с. ш. и 67° и 168° з. д., водоёмы бассейнов Тихого, Атлантического и Северного Ледовитого океана от Аляски и Северной Канады до Великих озёр, Новой Англии и Северной Монтаны.
В прошлом важная промысловая рыба, после 1950-х годов озёрный голец-кристивомер сохранил значение как объект спортивной рыбалки. В этом качестве вид широко интродуцирован за пределами естественных регионов обитания (в том числе в Южной Америке, Европе и Новой Зеландии). В случаях, когда искусственно создаваемые популяции попадают в дикие условия, озёрный голец-кристивомер может выступать как инвазивный вид, угрожающий коренным видам и как конкурент в рамках экологической ниши, и как хищник. Среди рыб, существованию которых угрожают инвазии кристивомера, — обитающий в озере Йеллоустон подвид лосося Кларка Oncorhynchus clarkii bouvieri. С инвазивными популяциями кристивомера ведётся борьба с помощью ловли сетью и электролова.